# Mazda CX-60
Mazda CX-60 – samochód osobowy typu SUV klasy średniej produkowany przez japoński koncern Mazda od 2022 roku.

## Historia i opis modelu

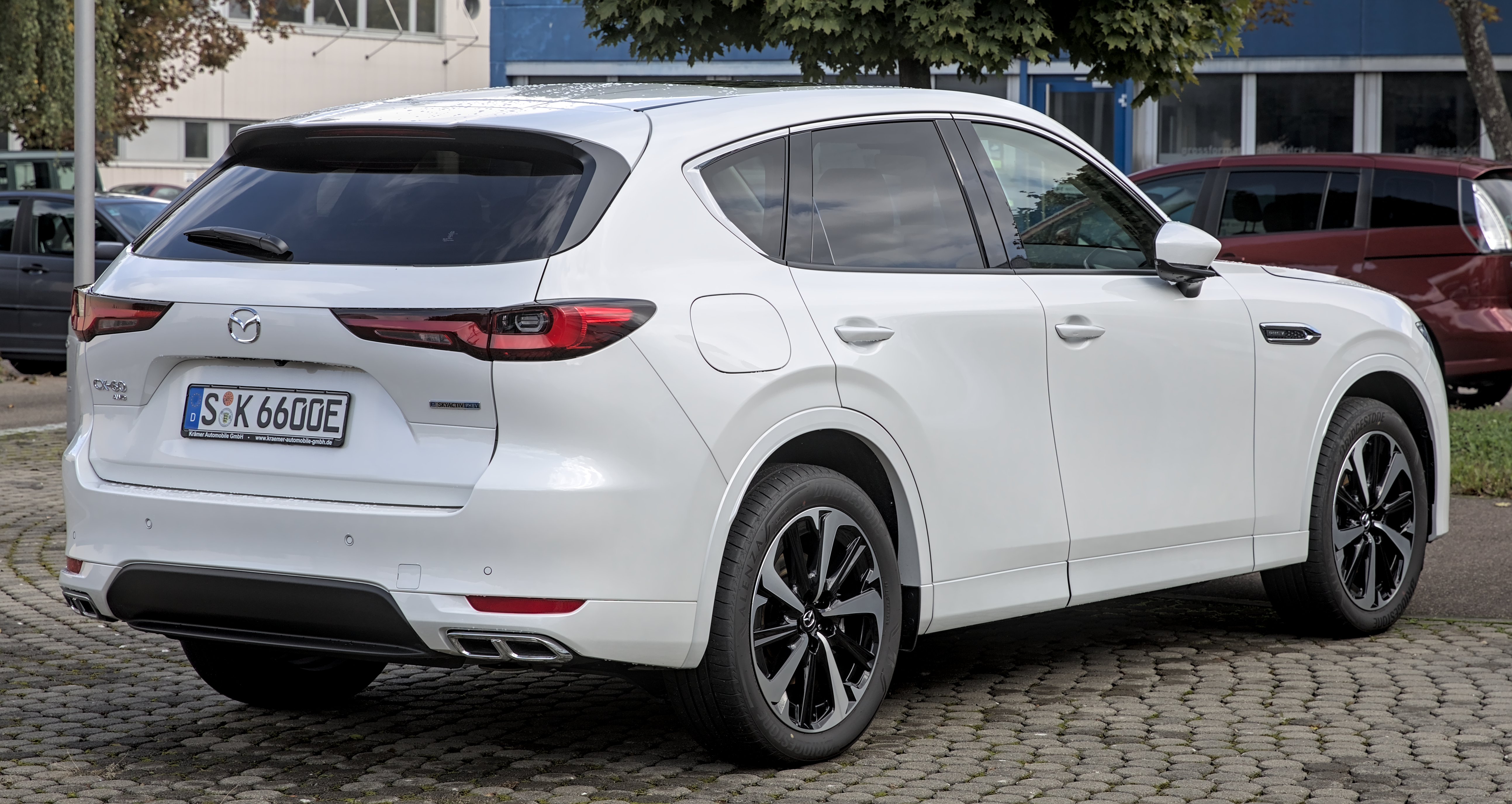
Mazda CX-60 – tył

Mazda CX-60 została zaprezentowana po raz pierwszy 8 marca 2022 roku. Produkcja samochodu rozpoczęła się miesiąc później. CX-60 jest sprzedawany w Europie, Japonii, Australii i na kilku innych rynkach, podczas gdy rynek północnoamerykański otrzyma szerszy model CX-70. Pod względem wielkości jest większy niż CX-5 i mniejszy niż CX-9. Jest to pierwszy model marki Mazda wyposażony w opcję plug-in hybrid.